# Пикколомини, Альфонсо
Альфонсо Пикколомини, герцог ди Монтемарчано (итал. Alfonso Piccolomini, duca di Montemarciano; ок. 1550 — 16 марта 1591, Флоренция) — итальянский кондотьер и знаменитый в своё время разбойник, прозванный королём Мареммы.
Из знатного сиенского рода Пикколомини. За разбои в Папской области в 1583 году был отлучен Григорием XIII от церкви, а его владения конфискованы. Великий герцог Тосканский Франческо I, покровительствовавший Альфонсо и использовавший его для борьбы со своими противниками, помог ему избежать ареста и отправил во Францию.
После восьми лет службы во Франции Альфонсо вернулся в Тоскану с отрядом наёмников и установил связи с врагами дома Медичи. Обосновавшись на Пистойском нагорье, он начал партизанскую войну с великим герцогом Фердинандом и с папой. Воспользовавшись неурожаем 1590 года, начал призывать народ к восстанию, собрав вокруг себя много недовольных.
Поддерживал связи с испанскими гарнизонами области Президий, вероятно, получая оттуда помощь для борьбы с Медичи. Однако, не привыкшие к правильной войне отряды Пикколомини вместо наступления на Сиену и Сиенскую Маремму занимались набегами, распыляя силы. Это позволило папской милиции и войскам великого герцога перехватить инициативу. 5 января 1591 года близ Форли Альфонсо был схвачен, благодаря предательству, и 16 марта повешен во Флоренции.